# John Newton (ator)
John Newton mais conhecido por John Haymes Newton (29 de dezembro de 1965) é um ator norte-americano. Ele é conhecido por seus papéis regulares em programas de televisão Superboy como Clark Kent na primeira temporada da série.
Sua estreia foi em 1988, quando ele recebeu um prêmio de melhor ator na série Superboy conhecido pelo personagem "Clark Kent" na série de Televisão Superboy, ele teve uma enorme notoriedade em ser convidado para um papel no filme "Sobreviventes".